# Враг (рассказ)
«Враг» (нем. Der Feind) — рассказ Эриха Мария Ремарка. Впервые напечатан 29 марта 1930 г. в журнале Кольес на английском языке (Спрингфилд, Огайо).

## Сюжет
Основная тема рассказа воспоминания школьного друга, лейтенанта Людвига Брайера о Первой мировой войне, когда он воевал на стороне Германии. Когда его спросили о самых запоминающих моментах, которые он пережил во время войны он вспомнил не о крупнейших сражениях, на которых он побывал, а об истории, которая произошла в тылу. В тёплые дни августа, когда после тяжёлого сражения подразделение в котором он состоял, перевели подальше от фронта, для пополнения и отдыха. После санитарной обработки, немного отдохнув, он вместе с товарищами вышел за пределы деревни, через некоторое время они наткнулись на охраняемое фабричное здание, в котором под охраной содержались французские военнопленные. В этот момент, он пожалуй за всю войну, впервые осознал, что воюет против людей.

Здесь я впервые увидел пленных, их было много, они сидели, лежали, курили — французы без оружия.
Меня поразил внезапный шок; я даже посмеялся над собой. Меня поразило, что они были такими же людьми, как и мы. Но факт оставался фактом: я — вот ведь странно, ей богу, — до сих пор никогда над этим не задумывался. Французы? Это были враги, которых следовало убивать, потому что они хотели разрушить Германию…

…Они стали врагами, только когда получили оружие. Это заставило меня задуматься, хотя я знал, что моя логика небезупречна. Но мне мерещилось, что именно оружие навязало нам войну. В мире стало столько оружия, что оно одержало верх над людьми и превратило их во врагов…
Спустя несколько недель, он снова находился на линии фронта. Между немцами и французами шла «окопная война».

Французская линия придвинулась довольно близко к нашей, но позиции были хорошо укреплены, а кроме того, скажем так, почти ничего не происходило. Каждое утро ровно в семь артиллерия обменивалась несколькими залпами — утреннее приветствие, в полдень — снова небольшой салют, а ближе к вечеру — обычное благословение. Мы принимали солнечные ванны перед блиндажами и даже решались перед сном стягивать сапоги.
В этот период между войсками, стихийно на всей линии «Западного фронта» происходили «братания», в которых участвовал и сам автор повествования. Они с Французами обменивались посылками, которые стали происходить регулярно

Вытянулась рука, державшая свёрток. А потом человек медленно перелез через колючую проволоку и пополз к нам по-пластунски, время от времени размахивая носовым платком и возбуждённо смеясь. Примерно на середине нейтральной полосы он остановился и положил свёрток. Несколько раз указал на него, рассмеялся, кивнул и пополз назад. Это привело нас в необычайное возбуждение. Почти мальчишеское чувство, что мы делаем что то запретное, чувство, что мы кого то перехитрили и просто естественное желание получить хорошие вещи, лежавшие перед нами, смешалось с чувством свободы, независимости, триумфа над механизмом смерти. То же чувство я испытывал, когда стоял среди пленных, словно в представление о «враге» победоносно проникла человечность, и мне хотелось внести свой вклад в этот триумф.
Но всё изменил трагический случай, когда к ним на фронт, с целью поднятия патриотического духа, прибыл майор, который не понимал общего психологического настроя солдат по обе стороны фронта и лишь приблизительно знал о тех ежедневных встречах, которые происходили между солдатами, и был настроен более чем решительно. Немецкие солдаты успели предупредить французов, но это не помешало трагедии. Во время одной из вылазок майор выстрелил во французского солдата, что спровоцировало движение по всему фронту и тяжёлые бои.

Но было уже поздно. Майор уже выстрелил. Со слабым криком человек на той стороне исчез.
На мгновение установилась гробовая тишина. Потом мы услышали страшный крик, и начался шквальный огонь.
— Огонь! Они наступают! — вопил майор.
Тогда и мы открыли огонь. Мы заряжали и стреляли, как сумасшедшие, заряжали и стреляли, только, чтобы забыть про ту ужасную минуту…

…После этого случая проявления враждебности снова проходили по расписанию; сигаретами мы больше не обменивались, а потери возрастали. С тех пор со мной много чего случилось. Я видел, как гибли сотни людей; сам убил не одного; я очерствел и стал бесчувственным. Прошли годы. Но всё это время я боялся вспоминать тот слабый крик под дождём.